# 우도 디르크슈나이더
우도 디르크슈나이더(독일어: Udo Dirkschneider, 1952년 4월 6일~)는 독일의 헤비 메탈 밴드 억셉트로 유명해진 싱어송라이터이다. 1987년 밴드를 떠난 후, 그는 U.D.O.를 결성했고, 그는 또한 상업적 성공을 누렸다.

## 생애
전 U.D.O.의 리드 싱어였던 우도 디르크슈나이더는 독일 헤비 메탈을 형성하는데 도움을 준 거의 50년의 긴 경력을 가지고 있다. 그의 독특하고 거친 목소리 접근과 거대한 코러스에 대한 그의 취향은 억셉트의 매력의 큰 부분을 차지했고 헤비 메탈 역사상 가장 잘 알려진 캐릭터들 중 하나가 되었다.
2011년 11월, 디르크슈나이더의 아들 스벤은 독일에서의 연대에서 U.D.O.를 지원했고, 2015년 2월 아버지 밴드의 상임 멤버가 되었다. 같은 해, 밴드는 임시로 "디르크슈나이더"로 이름을 바꾸고 "Back To The Roots"라는 긴 투어를 시작했다.
2021년, 우도는 전 억셉트 밴드 동료인 기타리스트 스테판 카우프만, 베이시스트 피터 발테스와 함께 전 U.D.O.를 특징으로 하는 "우도 앤 더 올드 갱"이라는 이름으로 새로운 음악을 발매했다. 기타리스트 마티아스 디에스, 드러머 스빈 디르크슈나이더, 가수 마누엘라 비버트가 〈Where The Angels Fly〉라는 곡의 동영상이 유튜브에서 100만 뷰를 돌파했다.
2022년 4월 22일, 우도는 자신의 70번째 생일을 맞아 〈My Way〉라는 제목의 커버 버전을 발매했다.

## 음반 목록

### 억셉트
- Accept (1979)
- I'm a Rebel (1980)
- Breaker (1981)
- Restless and Wild (1982)
- Balls to the Wall (1983)
- Metal Heart (1985)
- Russian Roulette (1986)
- Objection Overruled (1993)
- Death Row (1994)
- Predator (1996)

### U.D.O.
- Animal House (1987)
- Mean Machine (1989)
- Faceless World (1990)
- Timebomb (1991)
- Solid (1997)
- No Limits (1998)
- Holy (1999)
- Man and Machine (2002)
- Thunderball (2004)
- Mission No. X (2005)
- Mastercutor (2007)
- Dominator (2009)
- Rev-Raptor (2011)
- Steelhammer (2013)
- Decadent (2015)
- Steelfactory (2018)
- We Are One (2020) (with Das Musikkorps Der Bundeswehr)
- Game Over (2021)
- My Way (2022)